# Bataille de Killala
Rébellion irlandaise
Batailles
- Ballymore-Eustace
- Naas
- Prosperous
- Kilcullen
- Carlow
- Harrow
- Tara Hill
- Oulart Hill
- Enniscorthy
- Newtownmountkennedy
- Three Rocks
- Bunclody
- Tuberneering
- New Ross
- Antrim
- Arklow
- Saintfield
- Ballynahinch
- Duncairn
- Ovidstown
- Foulksmills
- Vinegar Hill
- Ballyellis

- 1er Killala
- Ballina
- Castlebar
- Collooney
- Ballinamuck
- 2e Killala
- Île de Toraigh

La bataille de Killala a eu lieu dans le comté irlandais de Mayo lors de la rébellion irlandaise de 1798.

## Déroulement

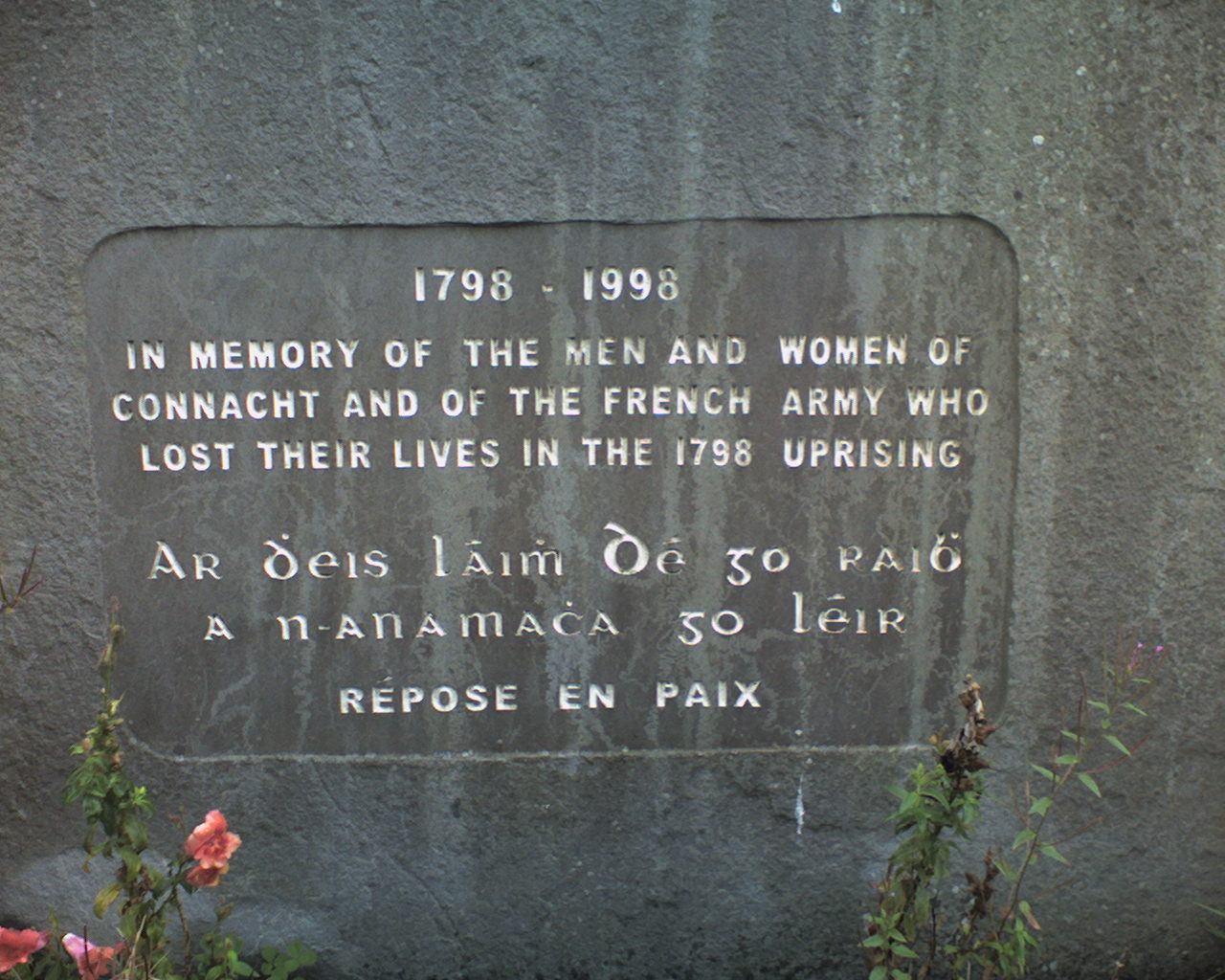
Mémorial de l'insurrection de 1798, près de Killala.

Après leur victoire à la bataille de Ballinamuck, les Britanniques font marche sur la ville de Killala qui avait été prise une mois plus tôt par les Français. Le 23 septembre, les forces du major-général Trench sont en vue.
Trench dispose sous ses ordres de 40 cavaliers du 24e régiment légers de dragons, des dragons légers de Roxburgh, de 300 hommes de la milice d'Armagh, de 300 de la milice du Downshire, des miliciens de Kerry, les fencibles du Prince de Galles, de la cavalerie de Tirawley, et des compagnies de la yeomanry.
Les forces rebelles irlandaises sont de 900 hommes ; parmi elles figurent 4 officiers français : Charoust, Boudet, Ponson et Truc.
La majeure partie des forces rebelles irlandaises se déploient sur une hauteur à un kilomètre et demi de la ville de Killala, sur la route de Ballina. Les combattants se positionnent derrière des murets de pierre de chaque côté de la route. Un autre groupe est placé en réserve. Les Britanniques se divisent en deux colonnes. Les Irlandais attaquent sur la route de Ballina mais sont mis en fuite en une vingtaine de minutes. Les fuyards se replient sur Killala, poursuivis par les Britanniques qui pénètrent pêle-mêle dans la ville, causant de lourdes pertes aux insurgés en déroute.
Les Britanniques répriment l'insurrection : dans les jours qui suivent des maisons sont incendiées et des habitants tués. Parmi les hommes capturés, les officiers français sont envoyés à Dublin, puis à Londres. Soixante-cinq prisonniers sont jugés par une cour martiale à Killala ; plusieurs chefs sont condamnés à mort et exécutés, dont Richard Bourke, le capitaine Bellew et l'abbé Roger MacGuire.

## Pertes
Selon le rapport du major-général J. Trench, les pertes britanniques sont d'un mort et 10 blessés :
- Dragons légers de Roxburgh : 1 sergent et 4 soldats blessés; un cheval disparu.
- Milice d'Armagh : 3 soldats blessés.
- Milice de Kerry : 1 soldat tué, 1 soldat blessé.
- Milice du Downshire : 1 soldat blessé.

Concernant les pertes des rebelles irlandais, le général Trench écrit qu'elles sont de 500  à   600 hommes, mais cette estimation est probablement exagérée.